# Miss Continentes Unidos
Miss Continentes Unidos  es un concurso de belleza internacional de origen ecuatoriano, que se realiza anualmente; juzga la belleza integral, la elegancia, la inteligencia, el porte, la pose y la seguridad de candidatas provenientes de diferentes partes del Mundo.
La ganadora es considerada la mujer más bella de entre los Continentes. Cada concursante representa únicamente a su país de origen y la ganadora del título lo lleva por un periodo de alrededor de un año, añadiendo a él, el año en que lo ganó. La actual Miss Continentes Unidos es Joanna Camelle Mercado de Filipinas.
Miss Continentes Unidos es un concurso que ha experimentado una creciente popularidad en los últimos años particularmente en algunos países latinoamericanos. Delegadas de los cinco continentes: América, Europa, Asia, África y Oceanía asisten al evento.
La dueña actual del certamen es la empresaria María del Carmen de Aguayo, quien también organiza el certamen Miss Ecuador. Esta misma organización mantiene, comercia y agenda las actividades y necesidades de las portadoras de los títulos. El concurso es transmitido por la cadena de  televisión Gamavisión.

## Historia
El certamen Miss Continentes Unidos es una franquicia que se creó considerando que había un espacio en el mundo de los concursos de belleza que no había sido organizado a nivel global en Ecuador. En el certamen participan las candidatas elegidas como representantes oficiales de cada país y que acuden a los eventos de belleza más importantes del mundo como Miss Universo, Miss Mundo, Miss Tierra, Miss Internacional, Miss Grand Internacional, entre otros.
Su primera edición se realizó en el 2006, se celebra en Guayaquil y las candidatas tienen la oportunidad de desplazarse por todo el territorio ecuatoriano. República Dominicana ha sido el único país en ganar la corona 2 veces consecutivas (2006-2007) en la primera y segunda edición respectivamente.
Miss Continentes Unidos tiene como objetivo:
- La Proyección turística Internacional de Guayaquil.
- Que se identifique a la ciudad de Guayaquil, como sede de grandes eventos de belleza.
- Que sea un certamen de trascendencia y que conste en la agenda de los concursos de belleza importantes a nivel internacional.
- Recaudar fondos, los mismos que serán destinados para la labor de las fundaciones que trabajan en beneficio de los más necesitados en Ecuador.

## Ganadoras
| Año  | País/Territorio      | Miss Continentes Unidos              | Sede                | Candidatas |
| ---- | -------------------- | ------------------------------------ | ------------------- | ---------- |
| 2022 | Filipinas            | Joanna Camelle Mercado               | Portoviejo, Ecuador | 27         |
| 2019 | Colombia             | Anairis Cadavid Ardila               | Guayaquil, Ecuador  | 31         |
| 2018 | México               | Yamil Andrea Sáenz Castillo          | Guayaquil, Ecuador  | 32         |
| 2017 | Rusia                | Tatyana Ivanovna Tsimfer             | Guayaquil, Ecuador  | 33         |
| 2016 | Filipinas            | Jeslyn David Santos                  | Guayaquil, Ecuador  | 28         |
| 2015 | Brasil               | Nathália Paiva Lago                  | Guayaquil, Ecuador  | 28         |
| 2014 | República Dominicana | Geisha Nathalie Montes de Oca Robles | Guayaquil, Ecuador  | 31         |
| 2013 | Ecuador              | Carolina Andrea Aguirre Pérez        | Guayaquil, Ecuador  | 27         |
| 2012 | Brasil               | Camila de Lima Serakides             | Guayaquil, Ecuador  | 21         |
| 2011 | Ecuador              | Claudia Elena Schiess Fretz          | Guayaquil, Ecuador  | 21         |
| 2010 | Perú                 | Giuliana Myriam Zevallos Roncagliolo | Guayaquil, Ecuador  | 20         |
| 2009 | Colombia             | Lina Marcela Mosquera Ochoa          | Guayaquil, Ecuador  | 20         |
| 2008 | México               | María Guadalupe González Gallegos    | Guayaquil, Ecuador  | 20         |
| 2007 | República Dominicana | Marianne Elizabeth Cruz González     | Guayaquil, Ecuador  | 22         |
| 2006 | República Dominicana | Mía Lourdes Taveras López            | Guayaquil, Ecuador  | 21         |

## Ranking de Países
| País/Territorio      | Títulos | Año(s)           |
| -------------------- | ------- | ---------------- |
| República Dominicana | 3       | 2006, 2007, 2014 |
| Filipinas            | 2       | 2016, 2022       |
| Colombia             | 2       | 2009, 2019       |
| México               | 2       | 2008, 2018       |
| Brasil               | 2       | 2012, 2015       |
| Ecuador              | 2       | 2011, 2013       |
| Rusia                | 1       | 2017             |
| Perú                 | 1       | 2010             |

| Lugar | País                 | Miss Continentes Unidos | 1.ª finalista | 2.ª finalista | 3.ª finalista | 4.ª finalista | 5.ª finalista | Semifinalistas | Total |
| ----- | -------------------- | ----------------------- | ------------- | ------------- | ------------- | ------------- | ------------- | -------------- | ----- |
| 1     | República Dominicana | 3                       | 1             | 0             | 0             | 1             | 1             | 4              | 10    |
| 2     | Colombia             | 2                       | 1             | 3             | 0             | 1             | 0             | 4              | 11    |
| 3     | México               | 2                       | 1             | 2             | 1             | 0             | 2             | 1              | 9     |
| 4     | Brasil               | 2                       | 1             | 1             | 0             | 1             | 0             | 5              | 10    |
| 5     | Ecuador              | 2                       | 2             | 4             | 1             | 0             | 0             | 1              | 10    |
| 6     | Perú                 | 1                       | 0             | 0             | 0             | 0             | 0             | 4              | 4     |
| 7     | Filipinas            | 2                       | 0             | 0             | 0             | 0             | 0             | 1              | 3     |
| 8     | India                | 0                       | 1             | 2             | 0             | 1             | 0             | 2              | 6     |
| 9     | Venezuela            | 0                       | 1             | 1             | 1             | 0             | 0             | 7              | 10    |
| 10    | Panamá               | 0                       | 1             | 0             | 0             | 0             | 1             | 3              | 5     |
| 11    | Uruguay              | 0                       | 1             | 0             | 0             | 1             | 0             | 0              | 2     |
| 12    | Puerto Rico          | 0                       | 1             | 0             | 0             | 0             | 0             | 1              | 2     |
| 13    | Argentina            | 0                       | 0             | 1             | 0             | 0             | 0             | 1              | 2     |
| 13    | Tailandia            | 0                       | 0             | 0             | 2             | 0             | 1             | 1              | 4     |
| 13    | Paraguay             | 0                       | 0             | 1             | 0             | 1             | 0             | 1              | 3     |
| 16    | Chile                | 0                       | 0             | 0             | 1             | 0             | 0             | 1              | 2     |
| 17    | Bélgica              | 0                       | 0             | 0             | 1             | 0             | 0             | 0              | 1     |
| 18    | Honduras             | 0                       | 0             | 0             | 0             | 1             | 0             | 0              | 1     |
| 19    | Australia            | 0                       | 0             | 0             | 0             | 0             | 0             | 1              | 1     |
| 19    | Canadá               | 0                       | 0             | 0             | 0             | 0             | 0             | 1              | 1     |
| 19    | Costa Rica           | 0                       | 0             | 0             | 0             | 0             | 0             | 1              | 1     |
| 19    | Japón                | 0                       | 0             | 0             | 0             | 0             | 0             | 1              | 1     |
| 20    | Rusia                | 1                       | 0             | 0             | 0             | 0             | 0             | 1              | 1     |